# Futebol de areia nos Jogos Sul-Americanos de Praia
O futebol de areia nos Jogos Sul-Americanos de Praia se faz presente desde a primeira edição dos jogos, que ocorreu no Uruguai, em 2009.
Nas cinco edições já realizadas, um único país conquistou o lugar mais alto do pódio, o Brasil, que com uma grande história no esporte conquistou o primeiro torneio vencendo a Argentina na final e na segunda edição, em Manta, no Equador, triunfou sobre a Seleção Paraguaia na final, tornando-se bicampeão do torneio.

## Quadro de medalhas
| Ordem | País      |   |   |   | Total |
| 1     | Brasil    | 5 |   |   | 5     |
| 2     | Argentina |   | 2 | 2 | 4     |
| 3     | Paraguai  |   | 2 |   | 2     |
| 4     | Colômbia  |   | 1 | 1 | 2     |
| 5     | Uruguai   |   |   | 1 | 1     |
| 5     | Equador   |   |   | 1 | 1     |
| TOTAL | TOTAL     | 5 | 5 | 5 | 15    |

## Edições
| Edição       | Local                                 | Campeão | Vice-campeão | Terceiro lugar |
| ------------ | ------------------------------------- | ------- | ------------ | -------------- |
| I Detalhes   | Uruguai · Montevidéu e Punta del Este | Brasil  | Argentina    | Uruguai        |
| II Detalhes  | Equador · Manta                       | Brasil  | Paraguai     | Equador        |
| III Detalhes | Venezuela · Vargas                    | Brasil  | Paraguai     | Argentina      |
| IV Detalhes  | Argentina · Rosário                   | Brasil  | Argentina    | Colômbia       |
| V Detalhes   | Colômbia · Santa Marta                | Brasil  | Colômbia     | Argentina      |

## Histórico
| País      | 2009 | 2011 | 2014 | 2019 | 2023 | Participações |
| --------- | ---- | ---- | ---- | ---- | ---- | ------------- |
| Argentina |      | 4º   |      |      |      | 5             |
| Brasil    |      |      |      |      |      | 5             |
| Chile     | -    | -    | -    | 8º   | -    | 1             |
| Colômbia  | 4º   | 5º   | 5º   |      |      | 5             |
| Equador   | 5º   |      | 4º   | 6º   | 8º   | 5             |
| Guiana    | -    | -    | -    | 9º   | -    | 1             |
| Panamá    | -    | -    | -    | -    | 6º   | 1             |
| Paraguai  | 7º   |      |      | 4º   | 4º   | 5             |
| Peru      | -    | 8º   | 7º   | 7º   | -    | 3             |
| Uruguai   |      | 7º   | 8º   | 5º   | 5º   | 5             |
| Venezuela | 6º   | 6º   | 6º   | 10º  | 7º   | 5             |
| Total     | 7    | 8    | 8    | 10   | 8    | —             |